# Marthe Renate Fischer

Marthe Renate Fischer

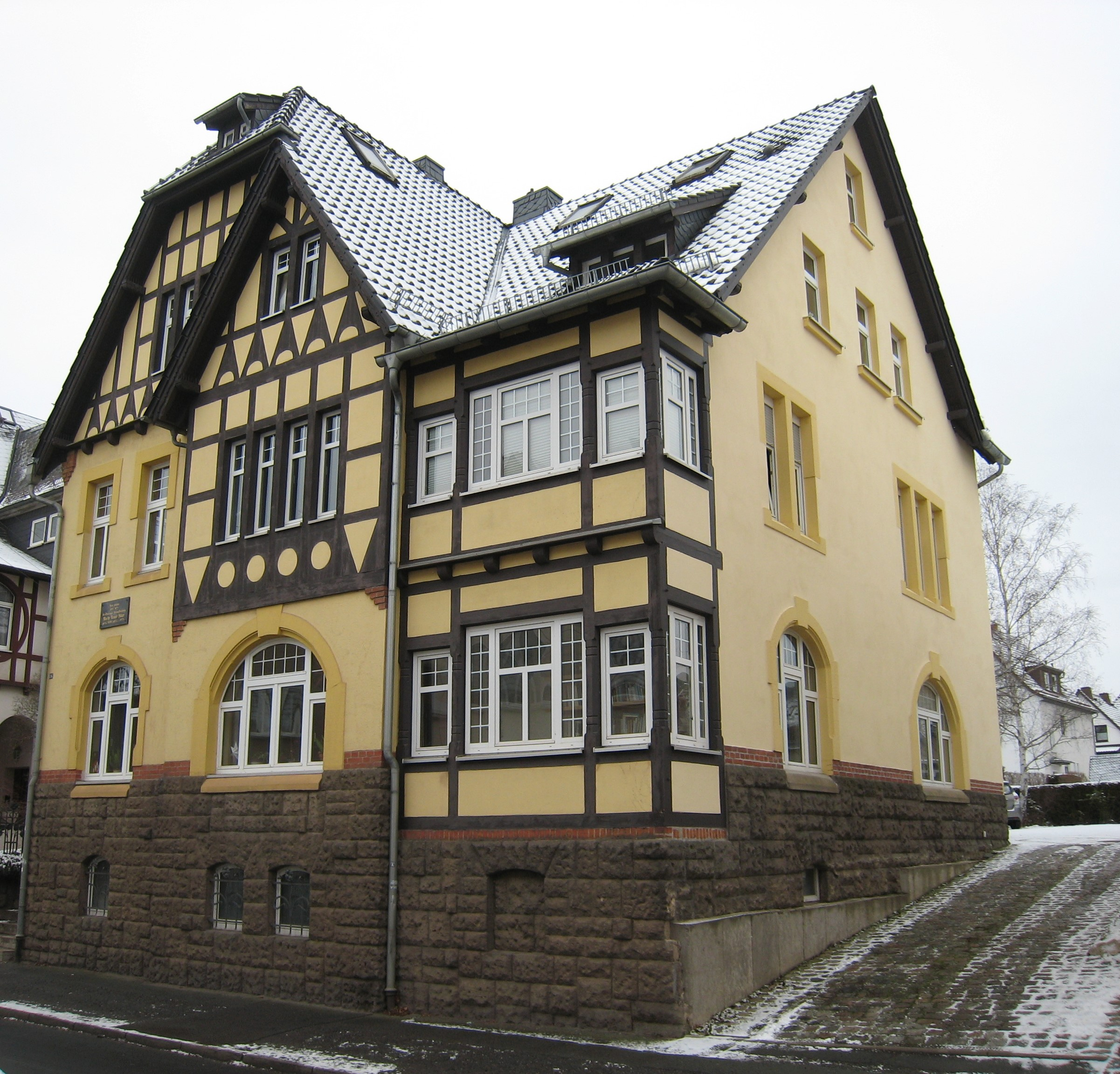
Wohnhaus in der Knochstraße in Saalfeld, 1914–1925

Marthe (auch: Martha) R. (Renate) Fischer (* 17. August 1851 in Zielenzig; † 17. Juli 1925 in Saalfeld) war eine deutsche Schriftstellerin. Sie verfasste hauptsächlich Gedichte, Novellen, Erzählungen und Romane. Bekanntheit erlangte sie vor allem als Heimatdichterin. Ihre Bücher erhielten noch zu Lebzeiten mehrere Auflagen und wurden nach Fischers Tod verstärkt nachgedruckt.

## Leben und Werk
Fischer wurde als jüngste Tochter des verarmten Gutsbesitzers Heinrich Fischer in Zielenzig (damals preußische Provinz Brandenburg) geboren. Ihre Kindheit und Jugend verlebte sie in großer Abgeschlossenheit. Ihre schriftstellerische Tätigkeit begann mit Skizzen, meist ernsten Inhalts, für Zeitungen und Zeitschriften, welchen von 1888 ab verschiedene größere Werke folgten.
Nach Lebensstationen am Regierungssitz des preußischen Regierungsbezirkes Frankfurt (Oder) und der Metropole Berlin (Ortsteil Friedenau) zog es sie zurück in die ländliche Umgebung. Durch Besuche bei ihrer Verwandtschaft lernte sie Thüringen kennen und blieb hier bis zu ihrem Tod 1925. Zunächst wohnte sie bis 1910 in Uhlstädt, bis 1914 in Leutenberg und zuletzt in Dorndorf bei Rudolstadt und Saalfeld. Das Leben im Hexengrund zwischen Orlamünde und Großkochberg inspirierte sie zu ihrem erfolgreichsten Werk Die aus dem Drachenhaus (1920), in dem sie detailliert den Aberglauben und seine Folgen in dieser Gegend in alter Thüringer Mundart beschreibt.

„Thüringen ist oft und zureichend geschildert worden. Selten mit gleich dichterischer Kraft, gleich leuchtender Farbe, gleich kerniger Echtheit, gleich ungeschminkter Wahrheit, gleich hohem Ernst, gleich jauchzendem Humor, wie durch Marthe Renate Fischer.“

Fischer blieb unverheiratet. Die Grabrede hielt der spätere Landesbischof Moritz Mitzenheim. Weitere Würdigung findet sie seit 2001 unter anderem im Flößereimuseum im alten Uhlstädter Wehrhaus. Ihre Privatbibliothek befindet sich heute im Stadtmuseum Saalfeld.

## Publikationen
- Die Aufrichtigen. Eine Bauerngeschichte. Adolf Bonz & Comp., Stuttgart 1894.
- Die Jüngste des Kleeblatts. Erzählung für junge Mädchen. Mit 6 Bildern von E. Klingebeil u. A. v. Rössler, F. Loewe, Stuttgart 1894.
- Eitel Sonnenschein. Eine lustige, lehrreiche Geschichte aus froher Mädchenzeit. Mit Farbendr.-Bildern nach Aquarellen v. W. Claudius. Schmidt & Spring, Stuttgart 1888.
- In des Lebens Lenze. Mit 4 Lichtdr., Schmidt & Spring, Stuttgart 1890.
- Zur Zeit der Rosenblüte. Der liebenswürdigen Jugend u. ihren Freunden erzählt. Schmidt & Spring, Stuttgart 1893.
- Auf dem Wege zum Paradies. Thüringische Novellen. Grunow, Leipzig 1902. (Neuauflage unter dem Titel: Auf dem Wege zum Paradies. Thüringische Erzählung (= Schauenburg's Volksbücherei Nr. 1–3),  M. Schauenburg, Lahr in Baden, 1927.
- Das Patenkind. Ein Thüringer Roman. Bonz, Stuttgart 1907.
- Aus stillen Winkeln. Novellen. (Die Fahnenträgerin.- Mein Freund August.- Ratmann Wallup.- Der Blinde.- Die Frau von Marree.- Schrie nicht das Käuzchen? - Mein erster Schleier.- Der alte Mann Dahleke.- Lotte.) Adolf Bonz & Comp., Stuttgart 1911.
- Herr und Frau von Bosien. (= Ensslin's Mark-Bände 44) Ensslin & Laiblin, Reutlingen 1919.
- Die aus dem Drachenhaus. Thüringischer Roman. Bonz, Stuttgart 1910. 2.–4. Aufl. 1923 (Neu hrsg. von Hans Friese, bei der Pressestelle d. Evang.-Luth. Kirche in Thüringen in Verbindung mit d. Wartburg Verl. Max Kessler Jena; Evangelische Verlagsanstalt Berlin, 1967, 2. Aufl. 1969).
- Wir ziehen unsere Lebensstraße. Thüringischer Roman. Adolf Bonz & Comp., Stuttgart 1920.
- Die kleine Helma Habermann. Thüringischer Roman. Bonz, Stuttgart 1922. 3. Aufl. 1923.
- Paule. Erzählung. (= Der Kranz H. 43) Schriftenvertriebsanstalt, Berlin 1924.
- Hört was die Scholle spricht. Adolf Bonz & Comp., Stuttgart 1925.
- Die Liebesüße. Thüringische Novelle. (= Sammlung kleiner Erzählungen) Adolf Bonz & Comp., Stuttgart 1925.
- Die Blöttnertochter. Thüringischer Roman. Adolf Bonz & Comp., Stuttgart 1926. (Neuauflage bei Evangelische Verlagsanstalt Berlin, 1977, 2. Aufl. 1978).

Neuherausgaben:
- Neuauflagen von "Patenkind", "Blöttnertochter" hg. v. Josef Witsch bei Korn Breslau unter dem Gesamttitel "Die Kornkammer, Erzählungen, Band 1-2", 1943.
- Die Flossfahrt und anderes aus den Werken der Dichterin Marthe Renate Fischer. Ausgew. und eingel. von Hans Friese, hrsg. v. d. Pressestelle der Evang.-Luth. Kirche in Thüringen in Verbindung mit dem Wartburg-Verlag Max Kessler Jena, Evangelische Verlagsanstalt Berlin 1965, 2. Aufl. 1970, Neuauflage 1990 (Wartburg-Verlag).

## Autobiographische Werke
- Die letzte Station. Skizzen aus d. Altersheim, Adolf Bonz & Comp. Stuttgart 2. Aufl. 1925.